# نبيل الدسوقي
نبيل الدسوقي (11 يناير 1923  - 28 أغسطس 1995) كان ممثل سينمائي ومسرحي مصري تخرج من معهد الفنون المسرحية، كان من أهم أدواره في مسيرته الفنية التي لعبها هو مسلسل رأفت الهجان،  وإسطبل عنتر.

## بعض من أفلامه
- 1975: على من نطلق الرصاص
- 1978: وثالثهم الشيطان
- 1979: البؤساء
- 1980: سأعود بلا دموع
- 1980: ليلة بكى فيها القمر
- 1981: ليلة شتاء دافئة
- 1981: زيارة سرية
- 1985: خيوط العنكبوت
- 1987: عصفور له أنياب
- 1988: الحب أيضا يموت
- 1988: نهر الخوف
- 1989: قلب الليل
- 1992: المتهمة

## المسلسلات
- داليا المصرية.
- رأفت الهجان.
- حساب السنين.
- إسطبل عنتر.
- الفرسان.
- السقوط في بئر سبع.
- أبو العلا البشري.
- الزيني بركات.
- الشهد والدموع.
- ليالي الحلمية (الجزء الرابع والخامس).
- الراية البيضاء.
- أرابيسك.
- بين القصرين.
- قصر الشوق.
- البوسطجي
- المشربية

## روابط خارجية
- نبيل الدسوقي على موقع الدهليز
- نبيل الدسوقي على موقع قاعدة بيانات الأفلام العربية